# Побег (мультфильм, 1978)
«Побе́г» (фр. L'Évasion) — французский кукольный короткометражный мультфильм Марка Каро и Жан-Пьера Жёне, снятый в 1978 году. Первая совместная работа режиссёров с начала их сотрудничества в 1974 году, ставшая их кинематографическим дебютом.

## Синопсис
История повествует о художнике, который готовит побег из заключения в парижской тюрьме Санте; выбравшись из тесной одиночной камеры, он попадает в бесконечный подземный лабиринт, где находит лишь своё одиночество.

## Технические данные
- Формат изображения: 35-мм[3], цветное кино[1]
- Соотношение сторон: 1,66:1[3]
- Формат звука: монофонический[1]
- Метраж: 209 м[1]

## Учётные данные
В системе CNC
- Номер разрешения: 48586[1]
- Разрешение выдано: 9 мая 1978 г.
- Номер CNC: 1978115513